# Bioglio
Bioglio (piemontiul: Bioj) település Olaszországban, Piemont régióban, Biella megyében. Lakosainak száma 895 fő (2023. január 1.). Bioglio Callabiana, Camandona, Valdilana, Piatto, Piedicavallo, Tavigliano, Ternengo, Vallanzengo, Valle San Nicolao, Veglio és Pettinengo községekkel határos.

## Népesség
A település népességének változása:
| Lakosok száma | 915  | 890  | 895  |
|               | 2017 | 2018 | 2023 |